# 田島達也
田島 達也（たじま たつや、1937年 - ）は、日本の建築家。レーモンド設計事務所に入所以来、株式会社レーモンド設計事務所で活動。1964年、一級建築士取得。1993年、レーモンド設計事務所取締役統括部長就任。日本建築家協会会員。軽井沢900倶楽部フェローシップ副委員長。

## おもな作品
- DJK板橋三園マンションルナコート高島平（東京都板橋区）
- 駐日イスラエル大使館
- オリムピックスタッフ足利ゴルフクラブクラブハウス設計（栃木県）
- クレセントバレーカントリークラブ美濃加茂（岐阜県）
- ジャーディン・マディソン商会ビル計画
- シャイヤハフゴルフクラブゴルフコースとクラブハウス（ルクセンブルク）
- チェンナムゴルフクラブ（韓国）
- フェイム白金計画（東京都港区）
- フッコー開発業務及び本社・工場施設（山梨県）
- フランク永井邸（東京都目黒区）
- フランク永井別荘（伊東市）
- ホテルシェレナ（神戸市）
- ミサワ伊豆山マンション
- ラフォーレ強羅（箱根町 森ビル）
- ラフォーレ教会（修善寺）
- ラフォーレ倶楽部軽井沢（長野県）
- ラフォーレ山中湖（山梨県 森ビル）
- ラフォーレ修善寺（修善寺町）
- ラフォーレ修善寺カントリークラブゴルフコース、クラブハウス、ホテル棟
- ラフォーレ修善寺レストラン棟（修善寺）
- ラフォーレ修善寺研修所（修善寺町）
- ラフォーレ修善寺従業員棟（修善寺）
- ラフォーレ修善寺第Ⅱ工区（修善寺 森ビル）
- ラフォーレ東京企画案
- ラフォーレ那須（那須郡 森ビル）
- ラフォーレ南紀白浜（和歌山県）
- ラフォーレ琵琶湖（滋賀県 森ビル）
- ランディック六本木ビル（東京都港区）
- ランドシステム城廻り住宅第一期（神奈川県）
- ランドシステム城廻り住宅第二期（神奈川県）
- 阿蘇ゴルフクラブ（熊本県）
- 井上邸マンション（東京都大田区）
- 磯部本社ビル（東京都港区）
- 横浜山手病院（横浜市）
- 岡谷綱機杉並独身寮計画
- 岡田邸（東京都豊島区）
- 柿沼邸マンション（東京都新宿区）
- 関東化学仙石原別荘「仔鹿荘」
- 鬼渡川プラザホテル（鬼渡川）
- 吉井カントリークラブ ゴルフコースとクラブハウス（群馬県）
- 宮川胃腸科甲府病院（甲府市）
- 宮川病院（白根町）
- 銀座松坂屋デパート（東京都中央区）
- 軽井沢900ゴルフクラブ（長野県）
- 健保連合本部（東京都港区）
- 康成軽井沢山荘（軽井沢 森ビル）
- 高崎哲学堂計画（群馬県高崎市）
- 佐々木マンション（東京都杉並区）
- 笹平カントリークラブゴルフコース クラブハウス（岐阜県）
- 三ツ星グループゴルフ場Ｅカントリークラブ (韓国, 1997年)
- 山岡カントリークラブ（岐阜県）
- 酒匂ロイヤルゴルフクラブゴルフコース、クラブハウス（神奈川県）
- 舟山マンション（東京都港区）
- 住発トップオブ飛鳥（東京都北区）
- 住友不動産ホームモデルハウス
- 出野邸（ひたちなか市）
- 小野邸（東京都大田区）
- 松本マンション（東京都大田区）
- 鐘紡鉄骨システム住宅の開発設計
- 新橋パークビル3号館（東京都港区）
- 森ビルビラフォーレ山中湖（山梨県）
- 森ビル西麻布ハウス（東京都港区）
- 森泰・八雲住宅（東京都目黒区　森ビル）
- 森泰・八雲住宅（東京都目黒区）
- 森泰別荘（軽井沢 森ビル）
- 真言会修道院
- 杉山邸（甲府市）
- 清岡邸（東京都港区）
- 泰山荘（河口湖　森ビル）
- 代々木モダーンビル（東京都渋谷区）
- 大旺映画（東京都北区）
- 大沢邸山荘（軽井沢）
- 第一開発建売住宅第一期（大宮市）
- 第一開発建売住宅第二期（千葉)
- 島崎邸（福岡市)
- 東元貿易社宅（東京都目黒区）
- 東陽町I.S.ビル（東京都江東区）
- 湯が島カントリークラブゴルフコースと総合企画開発（湯ヶ島町）
- 藤ヶ谷カントリークラブクラブハウス設計（千葉県）
- 日高カントリークラブ（埼玉県）
- 日本シカ平塚工場（神奈川県平塚市）
- 日本ランズバーグ工場（東京都大田区）
- 日本抗生物質学会会館（東京都目黒区）
- 白河高原カントリークラブ（福島県）
- 風間ビル（東京都渋谷区）
- 福田邸（東京都大田区）
- 六本木ウィンドビル（東京都港区）